# Gonystylus nervosus
Gonystylus nervosus är en tibastväxtart som beskrevs av Airy Shaw. Gonystylus nervosus ingår i släktet Gonystylus och familjen tibastväxter. Inga underarter finns listade i Catalogue of Life.